# Élőnyelvi konferenciák
Az Élőnyelvi Konferenciák 1988-tól napjainkig a szociolingvisztikai tárgyú kutatások legrangosabb Kárpát-medencei fórumává váltak. A magyar nyelvtudomány nagy adósságát törlesztette, amikor éppen az Élőnyelvi Konferenciák hatására elkezdett foglalkozni a magyar nyelv Trianon utáni szétfejlődésével is.

## Előzményei és céljai
Az 1980-as évek végén indult el a nyelvtudomány művelőinek körében egy a hagyományostól eltérő gondolkodásmód a Kárpát-medencében élő beszélőközösségek magyar nyelvéről. Herman Józsefnek, az MTA Nyelvtudományi Intézete akkori igazgatójának támogatásával jött létre az intézeten belül az Élőnyelvi Kutatócsoport, amelynek tagjai a mai magyar nyelvváltozatokra, ezen belül a hazai és a határainkon kívüli magyar, valamint a magyarországi kisebbségi nyelvváltozatokra irányították a figyelmet. Szükség volt egy olyan platformra, ahol ezekről az empirikus kutatásokról be lehetett számolni. Kontra Miklós, az MTA Nyelvtudományi Intézete Élőnyelvi Kutatócsoportjának, majd később az Élőnyelvi Osztályának vezetője (1985–2010) volt az, akinek kezdeményezésére elkezdődtek az Élőnyelvi Konferenciák. 

## Jelentősége
A konferenciák a nyelvtudományi jelentőségen túl a társadalmi hasznosulásra/hasznosításra is felhívják a figyelmet. A tudományos szimpóziumokon elhangzott kutatási eredményeket hasznosítani lehet/kell az anyanyelvápolás, a nyelvművelés, a közoktatás (anyanyelvi nevelés) és a nyelvpolitika területén is. 

## Eredményei
A magyar nyelv Kárpát-medencei vizsgálatakor nem lehet figyelmen kívül hagyni a trianoni békeszerződésnek a magyar nyelv későbbi fejlődésére gyakorolt hatását. A magyar nyelvtudomány nagy adósságát törlesztette, amikor éppen az Élőnyelvi Konferenciák hatására elkezdett foglalkozni a magyar nyelv Trianon utáni szétfejlődésével is. Az 1990-es évek közepétől létrejött egy munkacsoport – amelyet a Nyelvtudományi Intézet Élőnyelvi Osztályának munkatársai (kiegészülve a szombathelyi Vörös Ottóval és a szegedi Sándor Klárával) és határon túli nyelvészek alkottak (a szlovákiai Lanstyák István, az ukrajnai Csernicskó István, a romániai Péntek János és Szilágyi N. Sándor, a jugoszláviai Göncz Lajos, az ausztriai Szépfalusi István) – akik Kontra Miklós vezetésével hozzáfogtak a környező országok kisebbségi magyar nyelvhasználatának szociolingvisztikai elemzéséhez. 
E Kárpát-medencében végzett tényfeltáró empirikus kutatások eredménye, hogy megjelent A magyar nyelv a Kárpát-medencében a XX. század végén című könyvsorozat hat kötete: a kárpátaljai (Csernicskó, 1998, http://real.mtak.hu/19610/), a vajdasági (Göncz, 1999, http://real.mtak.hu/24410/),  a szlovákiai (Lanstyák, 2000, http://real.mtak.hu/24413/), az ausztriai és szlovéniai (Szépfalusi, Vörös, Beregszászi, Kontra, 2012,http://real.mtak.hu/22493/), a horvátországi (Kontra szerk. 2016, http://real.mtak.hu/50401/) és a romániai (Péntek – Benő 2020, http://real-eod.mtak.hu/9703/). Az MTA Nyelvtudományi Intézete és jogutódja fontos szerepet tölt(ött) be az élőnyelvi kutatások koordinálásában.
Az MTA által támogatott Termini Magyar Nyelvi Kutatóhálózat intézetei, vagyis a Szabó T. Attila Nyelvi Intézet (Kolozsvár), a Gramma Nyelvi Iroda (Somorja), a Hodinka Antal Nyelvészeti Kutatóközpont (Beregszász), az Imre Samu Nyelvi Intézet (Alsóőr), a Verbi Nyelvi Kutatóműhely (Szabadka) és a Glotta Nyelvi Intézet (Eszék) összehangoltan végzik az élőnyelvi kutatásokat és tudatosan végzik a nyelvi határtalanítás munkáját.   

## Helyszínei és témái
1. Buda, 1988. október 5‒6. Kiadvány: Balogh Lajos ‒ Kontra Miklós szerk., 1990. Élőnyelvi tanulmányok (Linguistica, Series A, 3.), Budapest: MTA Nyelvtudományi Intézet. http://real-eod.mtak.hu/4937/1/elonyelvi_tanulmanyok.pdf
2. Újvidék (Szerbia), 1989.október 5‒6. Kiadvány: Papp György szerk., 1991. Hungarológiai Közlemények 21. évf. 3(80). szám, 1989. szeptember [1991]. Újvidék: a Magyar Nyelv, Irodalom és Hungarológiai Kutatások Intézete.
3. Buda, 1990. szeptember 27‒28. Kiadvány: Kontra Miklós szerk., 1992. Társadalmi és területi változatok a magyar nyelvben. (Linguistica, Series A, 9.), Budapest: MTA Nyelvtudományi Intézet. http://real-eod.mtak.hu/11941/
4. Kolozsvár (Románia), 1991. szeptember 17‒18. [Nem készült kiadvány.]
5. Nyitra (Szlovákia), 1992. szeptember 17‒18. Kiadvány: Hungarológia 3. 1993. ([A] Nyitrai Nemzetközi Nyelvészeti Konferencia előadásai). Budapest: Nemzetközi Hungarológiai Központ.
6. Pest, 1993. október 14‒15. Kiadvány: Kassai Ilona szerk., 1995. Kétnyelvűség és magyar nyelvhasználat. Budapest: MTA Nyelvtudományi Intézet Élőnyelvi Osztálya. http://real-eod.mtak.hu/6837/
7. Nagymegyer (Szlovákia), 1994. október 14‒16. [Nem készült kiadvány.]
8. Ungvár (Ukrajna), 1995. szeptember 28‒29. Kiadvány: Csernicskó István ‒ Váradi Tamás szerk., 1996. Kisebbségi magyar iskolai nyelvhasználat. Budapest: Tinta Könyvkiadó.
9. Szeged, 1996. augusztus 22‒24. Kiadvány: Sándor Klára szerk.,1998. Nyelvi változó ‒ nyelvi változás. Szeged: JGYF Kiadó.
10. Bécs (Ausztria), 1998. szeptember 3‒4. Kiadvány: Borbély Anna szerk., 2000. Nyelvek és kultúrák érintkezése a Kárpát-medencében. Budapest: MTA Nyelvtudományi Intézet Élőnyelvi Osztálya. http://real-eod.mtak.hu/6838/
11. Újvidék (Szerbia), 2000. szeptember 20‒22. Kiadvány: Papp György szerk., 2001. 11. Élőnyelvi Konferencia. Újvidék: az Újvidéki Egyetem Bölcsészettudományi Karának Magyar Tanszéke.
12. Nyíregyháza, 2002. augusztus 26‒28. Kiadvány: P. Lakatos Ilona ‒ T. Károlyi Margit szerk., 2004. Nyelvvesztés, nyelvjárásvesztés, nyelvcsere.(Segédkönyvek a nyelvészet tanulmányozásához XXXII.) Budapest: Tinta Könyvkiadó. https://dtk.tankonyvtar.hu/bitstream/handle/123456789/8888/Nyelvvesztes_nyelvjarasvesztes_nyelvcsere.pdf?sequence=1&isAllowed=y
13. Kolozsvár (Románia), 2004. szeptember 5‒8. Kiadvány: Benő Attila ‒ Szilágyi N. Sándor szerk., 2006. Nyelvi közösségek ‒ nyelvi jogok. (A Szabó T. Attila Nyelvi Intézet Kiadványai 3.) Kolozsvár: Anyanyelvápolók Erdélyi Szövetsége: http://sztanyi.ro/download/Nyelvi_jogok.pdf
14. Bük, 2006. október 9‒11. Kiadvány: Zelliger Erzsébet szerk., 2007. Nyelv, területiség, társadalom.(A Magyar Nyelvtudományi Társaság Kiadványai 228. szám) Budapest: Magyar Nyelvtudományi Társaság.
15. Párkány (Szlovákia), 2008. szeptember 4‒6. Kiadvány: Borbély Anna ‒ Vančoné Kremmer Ildikó ‒ Hattyár Helga szerk., 2009. Nyelvideológiák, attitűdök és sztereotípiák. Budapest: Tinta Könyvkiadó. https://dtk.tankonyvtar.hu/xmlui/bitstream/handle/123456789/8893/Nyelvideologiak_attitudok_es_sztereotipiak.pdf?sequence=1&isAllowed=y
16. Beregszász (Ukrajna), 2010. szeptember 16‒18. Kiadvány: Hires-László Kornélia, Karmacsi Zoltán, Márku Anita szerk., Nyelvi mítoszok, ideológiák, nyelvpolitika és nyelvi emberi jogok ‒ A 16. Élőnyelvi Konferencia anyagai. Budapest – Beregszász: Tinta Könyvkiadó – II. Rákóczi Ferenc Kárpátaljai Magyar Főiskola Hodinka Antal Intézete, 2011. http://www.umjl.fss.ukf.sk/elonyelvi18/images/publ/16_ek.pdf
17. Szeged 2012. augusztus 30.–szeptember 1. Kiadvány: Kontra Miklós, Németh Miklós, Sinkovics Balázs szerk. 2013. Elmélet és empíria a szociolingvisztikában. Budapest: Gondolat Kiadó. http://www.umjl.fss.ukf.sk/elonyelvi18/images/publ/kontra.pdf
18. Nyitra (Szlovákia), 2014. szeptember 18‒20. Kiadvány: Kozmács István – Vančo Ildikó szerk. Sztenderd – nem sztenderd: Variációk egy nyelv változataira I. és Standard – nem standard: Variációk egy nyelv változataira II. Lakitelek: Antológia Kiadó, 2016. https://ms.sapientia.ro/content/2011-2021/18EK_%20Vol_1_Sztenderd.pdf; https://ms.sapientia.ro/content/2011-2021/18EK_%20Vol_2_Standard.pdf
19. Marosvásárhely, 2016. szeptember 7–9. Kiadvány: Benő Attila – Fazakas Noémi szerk. Élőnyelvi kutatások és a dialektológia. Kolozsvár: Erdélyi Múzeum-Egyesület, 2017. https://bekk.elte.hu/wp-content/uploads/2019/04/BEN%C5%90-FAZAKAS-szerk.-2017-%C3%89l%C5%91nyelvi-kutat%C3%A1sok-%C3%A9s-a-dialektol%C3%B3gia.pdf
20. Budapest, 2018. augusztus 30–szeptember 1. Kiadvány: Heltai János Imre – Oszkó Beatrix szerk. Nyelvi repertoárok a Kárpát-medencében és azon kívül. Budapest: Nyelvtudományi Intézet, 2020. https://nytud.hun-ren.hu/kiadvany/nyelvi-repertoarok-a-karpat-medenceben-es-azon-kivul
21. Beregszász, 2021. november 4–5. Kiadvány: Karmacsi Zoltán, Márku Anita, Máté Réka szerk. A határ mint konvergáló és divergáló tényező a nyelvben. Törökbálint: Termini Egyesület, 2022. https://hodinkaintezet.uz.ua/wp-content/uploads/2023/03/21_EK_kotet_2023_03_15-1.pdf
22. Budapest, 2023. szeptember 6.–8.
23. Kolozsvár, 2025. szeptember 4–6.

## Plenáris előadók
- Peter Trudgill (University of Fribourg), 1995, 2018
- Petteri Laihonen (University of Jyväskylä), 2010
- Susan Gal (University of Chicago), 2014
- Dennis Preston (University of Oklahoma), 2016
- Mary Bucholtz (University of California, Santa Barbara), 2023
- François Grin (Université de Genève), 2025

## Külső hivatkozások
- http://www.c3.hu/~magyarnyelv/09-1/borbely09-1.pdf (Rövid beszámoló a 15. élőnyelvi konferenciáról.)
- http://www.umjl.fss.ukf.sk/elonyelvi18/ (A konferencia honlapja)